# Butch Leitzinger
Robert Franklin "Butch" Leitzinger (Homestead, Pennsylvania, 28 februari 1969) is een Amerikaans autocoureur. In 1993, 1997 en 1998 werd hij kampioen in de IMSA GT. In 1994, 1997 en 1999 won hij de 24 uur van Daytona.

## Carrière
Leitzinger, de zoon van voormalig coureur Bob Leitzinger, begon zijn autosportcarrière bij een raceschool. Hier reed hij als amateur al een aantal races in de sportwagens. Met behulp van zijn prestaties in deze races in combinatie met de relaties van zijn vader kreeg hij begin jaren '90 een contract aangeboden bij het sportwagenteam Dyson Racing. Hij kende een zeer succesvolle tijd bij dit team. In 1993 werd hij kampioen in de GTU-klasse van de IMSA GT, voordat hij in zowel 1997 als 1998 de titel won in de WSC, de hoogste klasse binnen dit kampioenschap. Tevens won hij driemaal de 24 uur van Daytona: in 1994 met Paul Gentilozzi, Scott Pruett en Steve Millen als co-coureurs, in 1997 samen met Rob Dyson, James Weaver, Andy Wallace, John Paul jr., Elliott Forbes-Robinson en John Schneider en in 1999 met Forbes-Robinson en Wallace.
Naast zijn activiteiten voor Dyson nam Leitzinger ook regelmatig deel aan de 24 uur van Le Mans. Hij debuteerde in 1997 in deze race bij het team David Price Racing en deelde hier de auto met Weaver en Wallace, maar de inschrijving kwam vanwege motorproblemen niet aan de finish. In 2000 reed hij met Wallace en Franck Lagorce voor het fabrieksteam van Cadillac en eindigden zij als elfde in de LMP900-klasse. In 2001 en 2002 kwam hij samen met Wallace en Eric van de Poele uit voor het fabrieksteam van Bentley in de LMGTP-klasse. In beide jaren kwamen zij als klassewinnaar over de streep, en in 2001 waren zij tevens derde in de algehele race.
Gedurende zijn carrière reed Leitzinger in een aantal NASCAR-races als zogeheten "road course ringer", een coureur die voornamelijk deelneemt aan en succesvol is op reguliere circuits in plaats van ovals, die het grootste deel van de NASCAR-kalender beslaan. Hij reed viermaal in de Nextel Cup Series en vijfmaal in de Busch Series, telkens tijdens het evenement op Watkins Glen International. Zijn beste race-uitslag was een tweede plaats achter Ron Fellows in de Busch-race in 2000. Ook reed hij tussen 1999 en 2013 in zowel de American Le Mans Series als de Rolex Sports Car Series. Hij behaalde in beide klassen diverse ereplaatsen in de eindstand, maar werd nooit kampioen. In 2014 en 2015 reed hij in de Pirelli World Challenge, voordat hij zijn carrière als autocoureur beëindigde.